# Богушевський Володимир Сергійович
Володимир Сергійович Богушевський (нар. 2 червня 1895, місто Юр'єв Ліфляндської губернії, тепер місто  Тарту, Естонія — розстріляний 31 березня 1939, місто Москва, Російська Федерація) — радянський державний і партійний діяч, журналіст, редактор газети «За индустриализацию», секретар Бюро Комісії партійного контролю при ЦК ВКП(б), член ВЦВК. Член Комісії партійного контролю при ЦК ВКП(б) у 1934—1938 роках.

## Життєпис
Народився в родині дворянина, професора Юр'євського університету. У 1913 році закінчив Юр'євську класичну гімназію. З 1913 по 1917 рік — студент історико-філологічного факультету Юр'євського університету. Одночасно з 1914 по 1917 рік працював репетитором у місті Юр'єві.
У червні — грудні 1917 року — співробітник відділу із страхування робітників від нещасних випадків страхового товариства «Саламандра» в Москві.
Член РСДРП(б) з 1917 року.
У січні — серпні 1918 року — діловод відділу єдиної школи, помічник секретаря державної комісії із просвіти, член колегії Пролеткульту Народного комісаріату просвіти РРФСР у Москві та Петрограді.
У серпні 1918 — січні 1919 року — агітатор-пропагандист Нижньогородського губернського військкомату, агітатор-пропагандист Воронезького губернського військкомату. У січні 1919 — вересні 1920 року — начальник відділу політичної просвіти губернського військкомату в містах Воронежі, Калузі, Орлі.
У вересні — грудні 1920 року — начальник політичного відділу 1-ї Західної стрілецької бригади РСЧА в місті Брянську. У грудні 1920 — листопаді 1921 року — головний керівник і викладач 22-ї піхотної школи РСЧА; викладач Комуністичного університету в місті Воронежі. У 1921 році закінчив екстерном факультет суспільних наук Воронезького університету.
У грудні 1921 — вересні 1924 року — викладач і заступник завідувача навчальної частини із партійної роботи Вищої військово-педагогічної школи РСЧА.
У вересні 1924 — жовтні 1925 року — старший економіст Народного комісаріату зовнішньої торгівлі СРСР, пропагандист Коломенського машинобудівного заводу Московської губернії.
У 1925 році в журналі ЦК РКП(б) «Большевик» опублікував статтю «Про сільського куркуля або про роль традиції в термінології», в якій прийшов до висновку про зникнення в радянському селі «куркульського типу сільського капіталізму» і куркульства «як специфічного типу сільського експлуататора». Стаття викликала великий резонанс в партійній пресі і різку критику з боку Сталіна.
У жовтні 1925 — січні 1931 року — заступник редактора «Торгово-промышленной газеты».
У січні 1931 — квітні 1933 року — редактор газети «За индустриализацию» Вищої ради народного господарства (потім — Народного комісаріату важкої промисловості) СРСР. Одночасно з січня 1931 по січень 1932 року — член президії Вищої ради народного господарства СРСР. З січня 1932 по квітень 1933 року — член колегії Народного комісаріату важкої промисловості СРСР. З квітня по липень 1933 року перебував у резерві Народного комісаріату важкої промисловості СРСР.
У липні 1933 — лютому 1934 року — начальник планово-економічного відділу Горьковського автомобільного заводу.
У лютому — червні 1934 року — член групи із залізничного транспорту Комісії партійного контролю при ЦК ВКП(б).
У червні 1934 — серпні 1937 року — секретар Бюро Комісії партійного контролю при ЦК ВКП(б). Одночасно в жовтні 1936 — серпні 1937 року — керівник групи із радіо Комісії партійного контролю при ЦК ВКП(б).
25 липня 1938 року заарештований органами НКВС. 20 вересня 1938 року виключений із членів ВКП(б). Засуджений Воєнною колегією Верховного суду СРСР 31 березня 1939 року до страти, розстріляний того ж дня. Похований на Донському цвинтарі Москви.
26 травня 1956 року реабілітований, 10 серпня 1956 року посмертно відновлений у партії.